# Clusia dukei
Clusia dukei är en tvåhjärtbladig växtart som beskrevs av B. Maguire. Clusia dukei ingår i släktet Clusia och familjen Clusiaceae. Inga underarter finns listade i Catalogue of Life.